# 1903 Adzhimushkaj
1903 Adzhimushkaj (1972 JL) là một tiểu hành tinh vành đai chính được phát hiện ngày 9 tháng 5 năm 1972 bởi T.M. Smirnova ở Nauchnyj.